# NGC 1052
NGC 1052 es una galaxia elíptica gigante situada en la constelación de Cetus a una distancia de 63 millones de años luz de la Vía Láctea que puede verse con telescopios de aficionado.
Muestra actividad nuclear en la forma de un núcleo galáctico activo de tipo LINER en el que inicialmente se detectaron huellas de un brote estelar, que ha sido confirmado en estudios a mayores resoluciones mostrando allí regiones de formación estelar y cúmulos estelares jóvenes.
NGC 1052 cuenta también con dos pequeños chorros de materia emergiendo de su región central y un disco de hidrógeno neutro que ocupa un área mucho mayor que la galaxia que se puede ver en el óptico, todo lo cual sugiere que una galaxia menor chocó y se fusionó con ella hace alrededor de mil millones de años, dando lugar a esas peculiaridades.